# Matheus Fernandes
Matheus Fernandes Siqueira (Itaboraí, Brazília, 1998. június 30. –) brazil utánpótlás-válogatott labdarúgó, a Palmeiras játékosa.

## Pályafutása
Matheus Fernandes Itaboraí városában született. Pályafutását a Botafogo akadémiáján kezdte. Először Jair Ventura hívta meg a felnőtt csapat keretébe, a 2016-os szezont megelőzően. Az év végén új, 2019 nyaráig szóló szerződést írt allá a klubbal.
2017. január 28-án mutatkozott be az első csapatban a cariocai állami bajnokság aktuális fordulójában. Négy nappal később a chilei Colo-Colo ellen a Copa Libertadoresben is bemutatkozhatott. A bajnokság során 40 alkalommal lépett pályára, és bajnoki címet ünnepelhett a szezon végén a csapattal. 2018. május 10-én szerezte első gólját a felnőttek között a Copa Sudamericanaban, a chilei Audax Italiano ellen.
2018. december 19-én Fernandes ötéves szerződést írt alá a Palmeirasszal. A többszörös felnőtt válogatott Felipe Melo és Bruno Henrique mögött csupán 11 alkalommal kapott játéklehetőséget, többnyire miután egy másik posztriválisa, Fernandes Moisés Kínába igazolt.
2020. január 31-én a Barcelona szerződtette, majd azonnal kölcsönadta a Real Valladolidnak. A katalán csapat színeiben egyetlen tétmérkőzést játszott, 2020. november 24-én csereként állt be a a Bajnokok Ligájában a Dinamo Kijev elleni találkozón. 2021 ápriliosában Spanyol Kupa-győztes lett a Barcelonával. A döntőben ugyan nem lépett pályára, de nevezve volt a kupasorozat több mérkőzésére is, így ő is a kupagyőztes csapat tagjának számított.
2021. június 29-én a Barcelona felbontotta a szerződését, ő pedig visszatért a Palmeirashoz.

## Sikerei, díjai
Botafogo
- A cariocai állami bajnokság győztese: 2018

Barcelona
- Spanyol Kupa-győztes: 2020–21[12]